# اختبار الشخصية
اختبار الشخصية (بالإنجليزية: Personality test)‏ هو وسيلة لتقييم بناء الشخصية الإنسانية. معظم أدوات تقييم الشخصية -رغم الإشارة إليها بمصطلح «اختبارات»- فهي في الواقع استبيانات ذاتية، تستخدم في تجميع البيانات عن الحالة (بيانات إل أو تي إس) منها بيانات إل (إل داتا) وتعني البيانات المُجمعة من السجل الحياتي للحالة باستخدام وسائل عدة كمقاييس التدرج، وبيانات إس (إس داتا) وتسمى أيضًا (كيو داتا) وهي البيانات المجمعة بوسائل مثل الاستبيانات ويُستخدَم فيها منهجي الاستبطان والتقرير الذاتي.
كانت محاولات بناء اختبارات الأداء الفعلي للشخصية محدودة للغاية، على الرغم من تجميع ريموند كاتيل مع زميله فرانك واربورتون لقائمة تضم أكثر من ألفي اختبار موضوعي منفصل يمكن استخدامها في بناء اختبارات الشخصية الموضوعية. الاستثناء الوحيد لذلك كان بطارية اختبار «الموضوعية»، وهو اختبار أداء صُمم ليقيس كميًا عشرة عوامل موضوعية لأبعاد سمة معينة في الشخصية. مشكلة الأساليب المستخدمة في بيانات كيو وبيانات إل هي عدم الشفافية، فاستبيانات التقرير الموضوعي ومقاييس التدرج شديدة التأثر بمدى التشجيع الذي يشعر به الشخص محل القياس. وقد تتعرض لتحريف الاستجابة الذي يُعزى إلى عدم وضوح الرؤية الموضوعية بشكل كافٍ، أو الإدراك المتحيز، أو محاولة خداع الذات والخضوع لتأثير الاستحسان الاجتماعي، فيزيف الشخص محل القياس استجابته لتبدو أفضل/ أو أسوأ مما هي عليه في الحقيقة وفقًا لدافعيته وسبب إجرائه للقياس. 
طُوِّرت مقاييس تقييم الشخصية الأولى في عشرينيات القرن العشرين. كان الهدف منها تسهيل اختيار الأفراد المناسبين للانضمام للقوات المسلحة أثناء الحرب. بعد تلك المحاولات المبكرة ظهرت مجموعة واسعة من مقاييس الشخصية والاستبيانات، منها اختبار مينيسوتا متعدد الأوجه (إم إم بي آي)، واستبيان الستة عشر شخصية (16 بي إف)، ومقاييس الشخصية لكومري (سي بي إس)، ومقاييس أخرى عدة، منها مؤشر مايرز- بريجز لتحديد النوع (إم بي تي آي)، الذي يحتوي على العديد من أوجه القصور في القياس النفسي، بالرغم من تمتعه بشعبية كبيرة بين أغلب الاستشاريين العاملين بالمجال النفسي. طُورت مؤخرًا مجموعة من أدوات قياس الشخصية تستند إلى نموذج «عناصر الشخصية الخمسة»، وتسمى أيضًا «الخمسة الكبار»، منها اختبار الشخصية «إن إي أو المُعدل». لكن تعرض نموذج «عوامل الشخصية الخمسة» للطعن، كون تلك العوامل تصف أقل من ثلثي التباين الذي تتميز به سمات الشخصية.
تتراوح تقديرات حجم صناعة تقييم الشخصية في الولايات المتحدة بين اثنين إلى أربعة مليارات دولار في السنة (اعتبارًا من 2013). تُستَخدم تقييمات الشخصية في مجموعة واسعة من مجالات علم النفس منها، التوجيه الأسري للمقبلين على الزواج، وعلم النفس السريري، وعلم النفس الشرعي، وعلم النفس المدرسي، والتوجيه المهني، واختبار التوظيف، والسلامة والصحة المهنية، وإدارة علاقات العملاء.

## نظرة تاريخية
يعود تاريخ تقييم الشخصية إلى القرنين الثامن عشر والتاسع عشر، عندما استُخدِمت فراسة الدماغ وعلم الفراسة وقياس انبعاجات الجمجمة البشرية في محاولة لتقييم الشخصية بناء على مظاهر خارجية. اتبع السير فرانسيس غالتون طريقة مختلفة لتقييم الشخصية تعتمد على «الفرضية المعجمية» في أواخر القرن التاسع عشر. قدّر جالتون عدد الصفات التي تصف الشخصية في القاموس الإنجليزي وأعد منها قائمة، ثم نقح بعد ذلك لويس ليون ثورستون قائمة جالتون لتصبح ستين كلمة من أكثر الكلمات استخدامًا لوصف الشخصية في ذلك الوقت. ثم تمكن من تقليلها إلى سبعة صفات شائعة من خلال تحليل استجابات ألف وثلاثمئة مشارك. استخدم ريموند كاتيل أيضًا (الذي يحتل المركز السابع في قائمة أكثر علماء النفس الذين استُشهِد بكلامهم في القرن العشرين طبقًا لدورية أدبية خاضعة لاستعراض الأقران) طريقة تحليل الصفات الشائعة. جمع كاتل مجموعة بيانات تضم أكثر من أربعة آلاف مصطلح مؤثر من قاموس اللغة الإنجليزية، أدت المصطلحات في النهاية إلى بناء اختبار عوامل الشخصية الستة عشر (16 بي إف) الذي قاس ثمانية عوامل شخصية، كل نوع له بُعدان. من أشهر أدوات قياس الشخصية نموذج «العوامل الخمسة»، الذي اعتمد منهج التقرير الذاتي، واختبار الشخصية «إن إي أو المُعدل»، الذي تعرض لانتقادات بالغة بسبب منهجه في القياس النفسي (خصوصًا منهجه في تحليل عوامل الشخصية إلى خمسة عوامل فقط).
من أدوات قياس الشخصية المبكرة، اختبار «صفحة البيانات الشخصية لوودورث» وهو اختبار يعتمد على منهج التقرير الذاتي، صُمِّم لأجل الفحص الطبي النفسي للجنود الملتحقين بالجيش في الحرب العالمية الأولى.

## نظرة عامة
هناك العديد من المقاييس المختلفة لتقييم الشخصية. يحتوي اختبار التقرير الذاتي على أسئلة تطلب من المجيبين أن يستبطنوا أنفسهم ويقيموا سماتهم الشخصية. تؤثر عدم شفافية الإجابة على الأسئلة في صدق الاختبار الخاضع للحكم والتقييم الشخصي غير الموضوعي. وهو عرضة لزيف الاستجابة. يُطلَب من المفحوصين تحديد مستوى اتفاقهم مع كل عبارة باستخدام مقياس ليكرت، أو بمزيد من الدقة، مقياس ليكرت للنوع. مثلًا يُطلب منهم تقييم الدرجة التي يتفقون عليها مع العبارة «أتحدث إلى الكثير من الأشخاص المختلفين في الحفلات» في مقياس من واحد إلى خمسة، «واحد» تعني أعارض بشدة، و«خمسة» تعني أوافق بشدة.
يعد اختبار منيسوتا متعدد الأوجه أكثر الاختبارات استخدامًا على مر التاريخ، وهو أداة قياس نفسي للأمراض النفسية وُضع أصلًا للتقييم في علم تصنيف الأمراض النفسية قديمًا.
بالإضافة إلى اختبارات التقرير الذاتي المعتمدة على منهج الاستبطان (اختبارات موضوعية). هناك العديد من الطرق الأخرى لتقييم الشخصية، منها مقاييس الرصد وآراء الآخرين والاختبارات الإسقاطية كاختبار بقعة الحبر واختبار الذات، واختبارات الأداء الموضوعي الفعلي تُسمى بيانات تي «تي داتا».

## موضوعات مرتبطة

### المعايير
من الصعب تفسير نتائج اختبارات تقييم الشخصية بالطرق المباشرة المعتادة في القياس العادي، لذلك بذل العديد من مصممي تلك الاختبارات جهودًا مضاعفة لمحاولة وضع معايير يمكن مقارنة استجابات المفحوصين بها لتفسير النتائج التي يحصلون عليها بأرقام. أشهر تلك المعايير التي وُضِعَت، درجات مئين، والدرجة المعيارية، ودرجة العشرة المعيارية «إس تِن».

### تطوير الاختبارات
بُذِل قدر كبير من البحث والتفكير في موضوع تطوير اختبارات الشخصية. معروف أن تطوير اختبارات الشخصية عملية تكرارية حيث يُحسَّن الاختبار بشكل تدريجي، وعلى أسس نظرية أو إحصائية. هناك ثلاث مناهج عامة شائعة الاستخدام: المنهج الاستقرائي، والمنهج الاستدلالي، والمنهج التجريبي. غالبًا ما تتضمن المقاييس التي نعمل بها اليوم عناصر من تلك المناهج الثلاثة.
يبدأ بناء المنهج الاستدلالي عن طريق تحديد المجال أو المركب المراد قياسه. يعرف الخبراء المركب بدقة وتُعَد عناصر للاختبار تمثل جميع سمات المركب المحددة في التعريف. تُختار بعد ذلك عناصر الاختبار أو تُحذف حسب أيها سيعطي الاختبار أعلى درجة صدق ظاهري، الصدق الظاهري يعني أن الاختبار يقيس بالفعل ما وضع لقياسه. المقاييس المعتمِدة على النهج الاستدلالي تستغرق وقتًا أقل ولديها درجة صدق أعلى من المقاييس المعتمِدة على المنهجين الاستقرائي والتجريبي. الأسئلة المحددة بوضوح والتي تتصف بالصدق الظاهري في المقاييس والاختبارات التي تستخدم هذا المنهج تجعل من السهل على الشخص الذي يجري الاختبار فهمها. على الرغم من أنه يمكن تصميم أسئلة خفية -أي أن المفحوص لا يعرف ماذا يقيس السؤال فيضطر للإجابة بصدق- من خلال اتباع المنهج الاستدلالي، فهو غالبًا غير قادر على اكتشاف الكذب كما تفعل الاختبارات المعتمدة على مناهج تقييم الشخصية الأخرى. 